# Kirche von Kallio

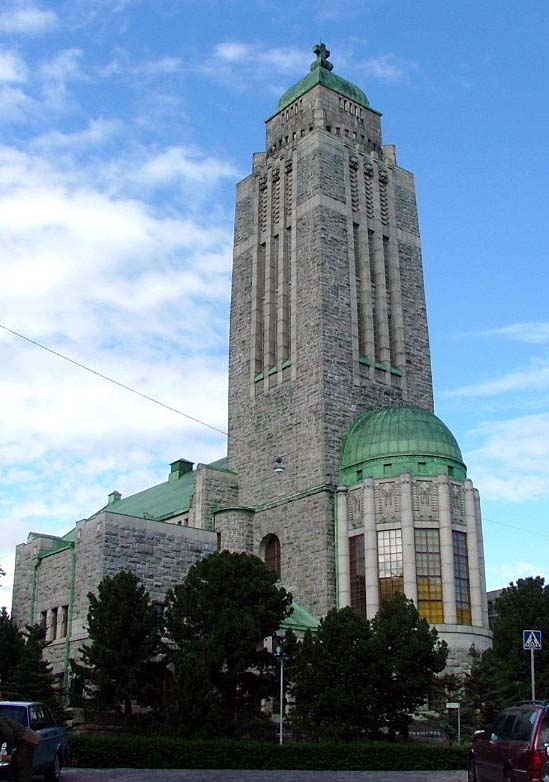
Kirche von Kallio (2004)

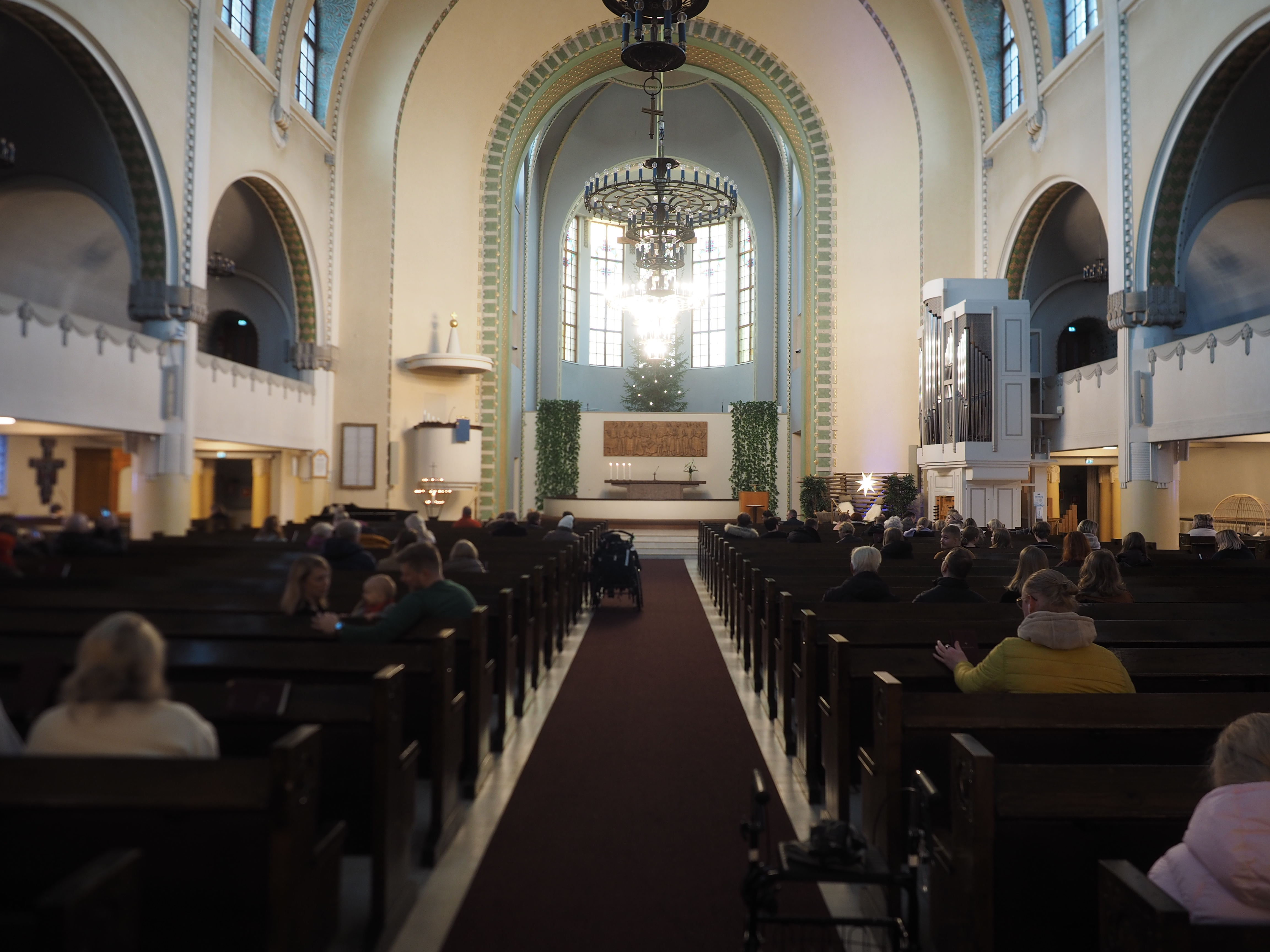
Inneres, Blick zum Chor

Die Kirche von Kallio (finnisch: Kallion kirkko; schwedisch: Berghälls kyrka) ist eine im Helsinkier Stadtteil Kallio gelegene evangelisch-lutherische Kirche. Sie ist durch Eintragung im Baudenkmälerverzeichnis als Kulturerbestätte von nationaler Bedeutung in Finnland geschützt.

## Geschichte
Im Zuge der Neugliederung der Kirchengemeinden Helsinkis entstand 1906 eine neue Gemeinde im rasch wachsenden Ortsteil Kallio. Der Helsinkier Kirchenrat schrieb daher einen Wettbewerb für den Bau einer neuen Großkirche aus, die als Heimat der neuen Gemeinde dienen sollte. Als Bauort wurde der Hügel im Zentrum Kallios über der Pitkäsilta gewählt, so dass die Kirche am Ende einer sich über Siltasaaren katu und Unioninkatu erstreckenden Achse steht, an deren Seite sich mit dem Dom von Helsinki und der Deutschen Kirche weitere Kirchengebäude befinden. Während einerseits die Grundprinzipien des lutherischen Gottesdienstes mit Wort und Musik als Mittelpunkt befolgt werden sollten, sollte der Bau jedoch zeitgemäß ausfallen.
Der Architekt Lars Sonck gewann mit einem seiner zwei eingereichten Beiträge den Wettbewerb, dieser sah einen kreuzförmigen, streng symmetrischen Grundriss mit einem langen Kirchenschiff und einem anschließenden Chorturm mit Halbkreisapsis vor. Als Baumaterial sah er Granit vor, den er bereits kurz zuvor beim seinerzeit noch in Bau befindlichen Dom von Tampere genutzt hatte. Nach der Grundsteinlegung am 13. Juli 1908 wurde die Kirche im nationalromantischen Stil mit Jugendstileinflüssen bis 1912 erbaut und am 1. September des Jahres von Bischof Herman Råbergh eingeweiht. Im Inneren befinden sich Wandmalereien im Jugendstil, dabei wurde vor allem auf christliche Blumensymbole wie Rosen und Lilien sowie Palm- und Weinrebenzweige zurückgegriffen. Daneben besteht die im Sinne der Vorgaben grundsätzlich karge Ornamentik aus vier Gipsreliefs von Sigrid af Forselles. Eric Ehrström entwarf die Abendmahlgeräte, die Glocken spielen eine Melodie des Komponisten Jean Sibelius.
Die Orgel stand ursprünglich auf der Empore über dem Altar und die Kanzel befand sich hinter dem Altar. Bereits 1924 wurde die Kanzel versetzt, 1932 wurden von Paavo Tynell entworfene Kronleuchter in der Kirche aufgehängt. Im Zuge einer Renovierung des Innenraums Mitte der 1950er Jahre unter Anleitung von Antti Salmenlinna wurden unter anderem das Taufbecken und der Altar ersetzt und die Orgel auf die hintere Empore verlegt. Unter der Kirche wurde 1990 ein Urnengewölbe gebaut, als Altarbild der Urnengruft wurde ein Werk des Glaskünstlers Jaakko Somersalo verwendet.
Die Spitze des Turmes war bis in die 1970er Jahre der Nullpunkt des Koordinatensystems der Stadtvermessung von Helsinki.